# Alchemilla multifida
Alchemilla multifida é uma espécie de rosácea do gênero Alchemilla, pertencente à família Rosaceae.